# Theiler (Mondkrater)
Theiler ist ein kleiner Einschlagkrater am äußersten östlichen Rand der Mondvorderseite in der Ebene des Mare Marginis, nördlich des großen Kraters Neper.
Der Krater wurde 1979 von der IAU nach dem südafrikanischen Bakteriologen Max Theiler offiziell benannt.